# Private Tutor to the Duke's Daughter

Private Tutor to the Duke's Daughter (公女殿下の家庭教師, Kōjo denka no kateikyōshi) est une série de light novels japonais écrite par Riku Nanano et illustrée par cura. La série a débuté en tant que web novel sur le site Kakuyomu le 6 octobre 2017, avant d’être publiée au format light novel sous le label Fujimi Fantasia Bunko de Kadokawa à partir du 20 décembre 2018.
Une adaptation en manga par Tamura Mutō a débuté dans le magazine Shōnen Ace Plus le 13 septembre 2019.
Une adaptation animée, produite par le Studio Blanc (en) a débuté à la télévision japonaise le 6 juillet 2025, avec un streaming anticipé dès le 28 juin.

## Synopsis
Après avoir échoué à l'examen final de magicien de la cour royale, Allen, un jeune sorcier prometteur, se retrouve sans argent et sans perspective. Il accepte le poste de précepteur de Tina Howard, la fille du puissant duc Howard. Bien que brillante à l'école, elle est incapable de lancer le moindre sort, ce qui compromet son admission à l'Académie Royale. Allen doit percer le blocage magique de Tina, défi que même les meilleurs magiciens du royaume n'ont pas réussi à relever.

## Personnages principaux
Allen (アレン, Aren)
Voix japonaise : Yūto Uemura
Protagoniste principal. Magicien déchu devenu précepteur.
Tina Howard (ティナ・ハワード, Tina Hawādo)
Voix japonaise : Hime Sawada
Fille de duc, brillante sur le plan académique mais magiquement bloquée.
Ellie Walker (エリー・ウォーカー, Erī Uōkā)
Voix japonaise : Kyōka Moriya
Lydia Leinster (リディヤ・リンスター, Ridiya Rinsutā)
Voix japonaise : Ikumi Hasegawa
Tsundere au caractère bien marqué.
Stella Howard
Voix japonaise : Inori Minase
Caren
Voix japonaise : Riku Nanano
Lynne Leinster
Voix japonaise : Miho Okasaki
Felicia Fosse
Voix japonaise : Kana Hanazawa

## Light novel
La série a débuté sur Kakuyomu le 6 octobre 2017, puis a été publiée au format light novel à partir du 20 décembre 2018 par Fujimi Fantasia Bunko. À l'été 2025, vingt volumes étaient disponibles, ainsi qu'un volume préquelle.

## Manga
Adaptée en manga par Tamura Mutō, la version a débuté dans le magazine Shōnen Ace Plus 13 septembre 2019. En février 2024, quatre volumes tankōbon sont sortis.

## Anime
Une adaptation est annoncée le 14 octobre 2023 lors de l'événement livestream Fantasia Bunko Festival 2023. Il est plus tard révélé qu'elle prendrait la forme d'une série télévisée d'animation, pour une diffusion courant 2025. Le studio Studio Blanc (en) produit la série, dirigée par Nobuyoshi Nagayama, avec Kazuya Ishiguri comme assistant‑réalisateur, Megumi Shimizu au scénario, Akiko Toyoda pour le chara‑design, et Kei Haneoka à la musique.
La série de 12 épisodes débute officiellement sur Tokyo MX et BS11 le 5 juillet 2025 à 25h30 (soit le 6 juillet à 1h30 JST), avec un streaming anticipé dès le 28 juin 2025 sur les plateformes Abema et dAnime Store. Crunchyroll diffuse la série hors Asie, notamment une version originale sous-titrée dans les pays francophones, à partir du 5 juillet 2025.
L'opening, Wish for you, est interprété par Ami Maeshima (voix de Caren). L'ending, Shōjo no susume, est chanté par Miho Okasaki (voix de Lynne Leinster).

### Liste des épisodes
| No | Titre français                    | Titre japonais         | Titre japonais                 | Date de 1re diffusion TV |
| No | Titre français                    | Kanji                  | Rōmaji                         | Date de 1re diffusion TV |
| --- | --------------------------------- | ---------------------- | ------------------------------ | ------------------------ |
| 1 | Son Altesse inapte à la magie     | 魔法が使えない公女殿下 | Mahō ga tsukaenai kimijo denka | 6 juillet 2025           |
| 2 | Ce qui la rejette                 | 拒絶するモノ           | Kyozetsu suru mono             | 13 juillet 2025          |
| 3 | L'éveil après les larmes          | 涙の後に咲く花         | Namida no nochi ni saku hana   | 20 juillet 2025          |
| 4 | L'examen final                    | 最終試験               | Saishū shiken                  | 27 juillet 2025          |
| (4.5) | Épisode récapitulatif             | 振り返り総集編         | Furikaeri sōshūhen             | 3 août 2025              |
| Compilation des épisodes 1 à 4, avec les commentaires audio de Yūto Uemura (voix d'Allen) et Hime Sawada (voix de Tina). |                                   |                        |                                |                          |
| 5 | L'académie convoitée - 1re partie |                        |                                | 10 août 2025             |
| 6 | L'académie convoitée - 2e partie  |                        |                                | 17 août 2025             |

## Réception
La série a connu une popularité croissante, avec un nombre total d'exemplaires publiés dans le monde, y compris les éditions électroniques, dépassant les 850 000 en juillet 2024.